# 超万博♡宣伝部
『超万博♡宣伝部』（ちょうばんぱくせんでんぶ）は、2025年5月3日より毎月第1土曜日の18時50分から18時56分まで毎日放送にて放送されているミニ番組であり、超ときめき♡宣伝部の冠番組である。
大阪・関西万博の見どころを紹介する情報バラエティ番組である。

## 概要
2025年4月13日から10月13日まで開催されている大阪・関西万博（2025年日本国際博覧会）のときめく場所を超ときめき♡宣伝部（超とき宣）メンバーが調査する番組である。
超とき宣メンバーの中から毎回2名が大阪・関西万博の会場内に設置された知るともっと楽しくなるオレンジ色の「ときめきピン」を見つけ、ピンに書かれた調査内容を実際に大阪・関西万博会場内にて調査・体験し、「ときめきピン」をマッピングした番組オリジナルの「ときめきマップ」を作成する番組内容となる。「ときめきマップ」は番組公式サイトにて閲覧することができる。
本放送終了後にTVer、MBS動画イズムにて配信され、YouTubeでもアーカイブ動画が配信される。なお、YouTubeでのアーカイブ動画については本放送・TVer・MBS動画イズムで流れる番組内にてBGMとして使われていた超ときめき♡宣伝部（ときめき♡宣伝部）の楽曲が別の汎用曲に差しかえられている。
番組は2025年5月3日から同年10月4日までの全6回放送が予定されている。
2025年4月時点において毎日放送では毎週土曜日18時50分から18時56分の時間帯はミニ番組『NEXT JAPAN 〜熱き求道者〜』が放送されていたが、5月から10月までは第1土曜日が『超万博♡宣伝部』に差しかわる形になる。

## 出演者
- 超ときめき♡宣伝部
  - 辻野かなみ
  - 杏ジュリア
  - 坂井仁香
  - 小泉遥香
  - 菅田愛貴
  - 吉川ひより

毎回2名ずつ出演。

## コーナー
- ときめきピンのミッション内容に従って大阪・関西万博を体験するコーナー。
- 万博フラッシュニュース - 放送月にこれから大阪・関西万博にて行われるイベントの見どころを紹介するコーナー、このコーナーで紹介された内容についてもときめきピンとしてマッピングされる。

## 放送内容
| # | 放送日        | 超とき宣出演者         | サブタイトル                                                   | ときめきピン                                      | 内容・備考                                                     | 出典  |
| - | ------------- | ---------------------- | -------------------------------------------------------------- | ------------------------------------------------- | -------------------------------------------------------------- | ----- |
| 1 | 2025年 5月3日 | 杏ジュリア、吉川ひより | 未来の自動販売機・ココロ動かす感動パビリオン                   | 1：水素で動く未来の自動販売機                     | コカ･コーラ ボトラーズジャパン「水素カートリッジ式発電自販機」 | [ 3 ] |
| 1 | 2025年 5月3日 | 杏ジュリア、吉川ひより | 未来の自動販売機・ココロ動かす感動パビリオン                   | 2：「人が人を救う」思いを紡ぐ感動パビリオン       | 国際赤十字・赤新月運動館                                       | [ 3 ] |
| 1 | 2025年 5月3日 | 杏ジュリア、吉川ひより | 未来の自動販売機・ココロ動かす感動パビリオン                   | 3：ブラスエキスポ2025                             | 万博フラッシュニュース                                         | [ 3 ] |
| 1 | 2025年 5月3日 | 杏ジュリア、吉川ひより | 未来の自動販売機・ココロ動かす感動パビリオン                   | 4：地方創生SDGsフェス in大阪・関西万博2025        | 万博フラッシュニュース                                         | [ 3 ] |
| 2 | 6月7日        | 辻野かなみ、小泉遥香   | 二大“森”スポット！癒しのパビリオン・未来のお寿司               | 5：過去から未来への架け橋 ハンガリーパビリオン    | ハンガリーパビリオン                                           | [ 4 ] |
| 2 | 6月7日        | 辻野かなみ、小泉遥香   | 二大“森”スポット！癒しのパビリオン・未来のお寿司               | 6：未来につながるお寿司たち                       | スシロー未来型万博店                                           | [ 4 ] |
| 2 | 6月7日        | 辻野かなみ、小泉遥香   | 二大“森”スポット！癒しのパビリオン・未来のお寿司               | 7：音楽の祭日2025～音楽でつながるMUSIC MARATHON～ | 万博フラッシュニュース                                         | [ 4 ] |
| 3 | 7月5日        | 坂井仁香、菅田愛貴     | タイパ最上級のコモンズ散策＆みんなで作る10年後シミュレーション | 8：魅力満載のおすすめスイーツ・フォトスポット     | コモンズ-A館                                                   | [ 5 ] |
| 3 | 7月5日        | 坂井仁香、菅田愛貴     | タイパ最上級のコモンズ散策＆みんなで作る10年後シミュレーション | 9：2035年を体験できる「未来の都市」               | 「未来の都市」パビリオン                                       | [ 5 ] |
| 3 | 7月5日        | 坂井仁香、菅田愛貴     | タイパ最上級のコモンズ散策＆みんなで作る10年後シミュレーション | 10：新潟の彩り～伝統文化とものづくりの技～        | 万博フラッシュニュース                                         | [ 5 ] |
| 3 | 7月5日        | 坂井仁香、菅田愛貴     | タイパ最上級のコモンズ散策＆みんなで作る10年後シミュレーション | 11：OSAKA MUSIC LOVER-JAPANIMATION ROCKS-         | 万博フラッシュニュース                                         | [ 5 ] |
| 4 | 8月2日        | 杏ジュリア、小泉遥香   | 関西発祥！万博で楽しめる夏グルメ                               | 12：大阪のれんめぐり 道頓堀の名店も               | 大阪のれんめぐり～食と祭EXPO～                                 | [ 6 ] |
| 4 | 8月2日        | 杏ジュリア、小泉遥香   | 関西発祥！万博で楽しめる夏グルメ                               | 13：過去から未来へ つながるソフトクリーム         | ORA外食パビリオン「宴～UTAGE～」                               | [ 6 ] |
| 4 | 8月2日        | 杏ジュリア、小泉遥香   | 関西発祥！万博で楽しめる夏グルメ                               | 14：高知の祭典 WORLD YOSAKOI DAY                  | 万博フラッシュニュース                                         | [ 6 ] |
| 4 | 8月2日        | 杏ジュリア、小泉遥香   | 関西発祥！万博で楽しめる夏グルメ                               | 15：null²する音楽会                               | 万博フラッシュニュース                                         | [ 6 ] |

## スタッフ
- 制作協力：トゥープラス
- 製作著作：毎日放送

## 音楽
本番組でテーマ曲、番組内BGMとして使用されている超ときめき♡宣伝部（ときめき♡宣伝部）の楽曲は全てインストゥルメンタルである。またYouTubeのアーカイブ動画では超ときめき♡宣伝部（ときめき♡宣伝部）の楽曲は全て汎用曲に差し替えられている。

### オープニングテーマ
- ときめき♡宣伝部「ときめき♡宣伝部のVICTORY STORY」（#1）
- ときめき♡宣伝部「初恋サイクリング」（#2）
- ときめき♡宣伝部「青春アンセム」（#3）
- 超ときめき♡宣伝部「ハピラブルー」（#4）

### エンディングテーマ
- 超ときめき♡宣伝部「超最強」

### 番組内BGM
- 超ときめき♡宣伝部「WANTED」 - ときめきピンのミッション紹介時のBGM